# Víktor Bykov
Víktor Nikoláyevich Bykov –en ruso, Виктор Николаевич Быков– (Simferópol, 19 de febrero de 1945) es un deportista soviético que compitió en ciclismo en la modalidad de pista, especialista en las pruebas de persecución.
Ganó cinco medallas en el Campeonato Mundial de Ciclismo en Pista entre los años 1966 y 1970.
Participó en dos Juegos Olímpicos de Verano, en la prueba de persecución por equipos, ocupando el cuarto lugar en México 1968 y el quinto lugar en Múnich 1972.

## Medallero internacional
| Campeonato Mundial | Campeonato Mundial        | Campeonato Mundial | Campeonato Mundial          |
| Año                | Lugar                     | Medalla            | Competición                 |
| ------------------ | ------------------------- | ------------------ | --------------------------- |
| 1966               | Fráncfort ( RFA)          | Medalla de bronce  | Persecución por equipos (A) |
| 1967               | Ámsterdam ( Países Bajos) | Medalla de oro     | Persecución por equipos (A) |
| 1969               | Brno ( Checoslovaquia)    | Medalla de oro     | Persecución por equipos (A) |
| 1970               | Leicester ( Reino Unido)  | Medalla de bronce  | Persecución individual (A)  |
| 1970               | Leicester ( Reino Unido)  | Medalla de bronce  | Persecución por equipos (A) |